# Siné Hebdo
Sine Hebdo es un periódico satírico francés fundado y dirigido por el dibujante Siné que se publica todos los miércoles desde el 10 de septiembre de 2008. Sus 16 páginas de formato tabloide contienen artículos de opinión, investigación y viñetas y caricaturas. No publica fotografías ni anuncios publicitarios.

## Aparición
Siné fue despedido en el verano de 2008 por Philippe Val de la revista Charlie Hebdo por una presunta afirmación antisemita sobre el hijo del presidente Sarkozy. Poco después, un tribunal le absolvió de esta acusación, y Val fue nombrado por el presidente de la República Francesa director de la cadena estatal France Inter. 
Siné, una de las firmas más irreductibles de la prensa francesa, reclutó un nutrido grupo de amigos periodistas, escritores y caricaturistas para crear una revista "Que no tenga ningún tabú". El primer número apareció el 10 de septiembre de 2008.
La publicación cuenta con algunas de las más prestigiosas firmas de la izquierda radical francesa. Entre ellas Guy Bedos, Cristophe Alévêque, Gerard Filoche, Noël Godin, o Michel Onfray. Entre los dibujantes, la revista ha contado con viñetas de gran nivel, hechas por artistas como el octogenario caricaturista británico Ronald Searle, y las primeras espadas de la sátira francesa, como Jean Pierre Desclozeaux, Willem, Tardi, Berth, Jiho, o Vuillemin, y los españoles Puig Rosado y Kap.

### Orientación
La revista se posiciona claramente en la izquierda más revolucionaria, anarquizante y anticapitalista. Sus viñetas, sin censuras de ningún tipo, suelen ser más corrosivas y duras que las que publica la revista española El Jueves, y sus textos son muy críticos con los grandes partidos franceses, especialmente el del presidente Sarkozy. 

### Tiraje
Los 140.000 ejemplares del primer número de Siné Hebdo, se agotaron rápidamente en los puntos de venta de toda Francia. En mayo de 2009 la tirada de Siné Hebdo se sitúa sobre los 60.000 ejemplares, frente a los 38 000 de su competidor.

### Primer aniversario
Siné Hebdo cumplió su primer aniversario el 9 de septiembre de 2009 y lanzó un libro recopilatorio especialen el que explica la historia de la revista.

## Colaboradores

### Escritores
| - Roland Agret - Christophe Alévêque - Isabelle Alonso - Arthur - Normand Baillargeon - Guy Bedos - Bernard Gasco - Jackie Berroyer - Frédéric Bonnaud - Bourmaut - Jean-Pierre Bouyxou (crónica cinematográfica) - Jean-Marie Brohm - Sylvie Caster - Pierre Concialdi - Benoît Delépine - Dror (crónica musical) - Georges-Yoram Federman - Gérard Filoche - Bruno Gaccio - Noël Godin - Gudule | - Bernard Joubert - André Langaney - Julie Le Bolzer - Etienne Liebig - Martin - Gus Massiah - Michel Onfray - Jean-Christophe Piquet-Boisson - Didier Porte - Serge Quadruppani - Maurice Rajsfus - Denis Robert - Liliane Roudière (dejó Charlie Hebdo en febrero de 2009 para unirse a Siné Hebdo) - Delfeil de Ton - Raoul Vaneigem - Emmanuelle Veil (periodista, dejó Charlie Hebdo en febrero de 2009 para unirse a Siné Hebdo) - Michel Warschawski - Frédogre (Fred Burguière) |

### dibujantes
| - Diego Aranega - Aurel - Avoine - Berth - Bar (Barros) - Brouck - Carali - Chimulus - Decressac - Etienne Delessert - Jean-Pierre Desclozeaux - Faujour - Flavien - Gab - Philippe Geluck - Goubelle - Jiho - Kap - Francis Kuntz (« Kafka ») - Large - Lasserpe | - Jean-Christophe Lie - Lindingre - Loup - Remi Malingrëy - Martin - Miss Tic - Mix & Remix - Mric - Pakman - Poussin - Puig Rosado - Rémi - Ronald Searle - Sergio - Slim - Solé - Tardi - Vela - Philippe Vuillemin - Willem |